# Đội tuyển bóng đá quốc gia Mãn Châu quốc
Đội tuyển bóng đá quốc gia Mãn Châu quốc (tiếng Trung: 滿洲国国家足球隊; Hán-Việt: Mãn Châu Quốc quốc gia túc cầu đội; bính âm: Mǎnzhōuguó Guójiā Zúqiú Duì) là một đội tuyển bóng đá quốc gia đại diện cho Mãn Châu quốc.
Năm 1935, dưới sự chủ trì của Liên minh thể dục Mãn Châu đế quốc, Hiệp hội bóng đá Mãn Châu Quốc được thành lập tại thủ đô Tân Kinh. Tôn chỉ của hiệp hội là cổ xúy phát triển phong trào bóng đá, nâng cao mặt bằng kỹ thuật vận động, chấn hưng tinh thần quốc dân. Hội trưởng là Thủ tướng Mãn Châu Quốc Trương Cảnh Huệ. Sau khi thành lập hiệp hội, đội tuyển bóng đá quốc gia Mãn Châu Quốc được hình thành, do La Tiên Tiều đảm nhiệm việc huấn luyện. Do đa số quốc gia duy trì chính sách không công nhận Mãn Châu Quốc, hiệp hội bóng đá Mãn Châu Quốc không được phép tham gia vào FIFA, đội tuyển quốc gia Mãn Châu Quốc do đó không được tham gia Giải bóng đá vô địch thế giới.
Đội tuyển bóng đá Mãn Châu Quốc thi đấu ba trận quốc tế với Nhật Bản vào cuối thập niên 1930, song đều thất bại và không ghi được bàn thắng nào. Hai trận đấu đầu tiên được tổ chức vào năm 1939 trong khuôn khổ "Đại hội thi đấu giao hữu Nhật-Mãn-Hoa". Trận thi đấu thứ ba diễn ra trong khuôn khổ "Đại hội thi đấu Đông Á", nhân dịp kỉ niệm Đế quốc Nhật Bản hình thành 2600 năm.

## Danh sách trận đấu
Nguồn:
| Đội           | Tỷ số  | Đối thủ            | Địa điểm                                  | Thời gian           | Cuộc thi                              |
| ------------- | ------ | ------------------ | ----------------------------------------- | ------------------- | ------------------------------------- |
| Mãn Châu quốc | 0 – 6  | Nhật Bản           | Tân Kinh, Mãn Châu Quốc                   | 3 tháng 9 năm 1939  | Đại hội thi đấu giao hữu Nhật-Mãn-Hoa |
| Mãn Châu quốc |        | Trung Hoa Dân Quốc | Tân Kinh, Mãn Châu Quốc                   | ? tháng 9 năm 1939  | Đại hội thi đấu giao hữu Nhật-Mãn-Hoa |
| Mãn Châu quốc | 0 – 7  | Nhật Bản           | Sân vận động Meiji Jingu, Tokyo, Nhật Bản | 7 tháng 6 năm 1940  | 2600 năm thành lập Đế quốc Nhật Bản   |
| Mãn Châu quốc | 1 – 1  | Philippines        | Sân Koshien Nam, Nishinomiya, Nhật Bản    | 16 tháng 6 năm 1940 | 2600 năm thành lập Đế quốc Nhật Bản   |
| Mãn Châu quốc | 1 – 0  | Trung Hoa Dân Quốc | Osaka, Nhật Bản                           | ? tháng 6 năm 1940  | 2600 năm thành lập Đế quốc Nhật Bản   |
| Mãn Châu quốc | 10 - 1 | Mông Cương         | Tân Kinh, Mãn Châu Quốc                   | 8 tháng 8 năm 1942  | 10 năm kiến quốc Mãn Châu Quốc        |
| Mãn Châu quốc | 1 – 3  | Nhật Bản           | Tân Kinh, Mãn Châu Quốc                   | 9 tháng 8 năm 1942  | 10 năm kiến quốc Mãn Châu Quốc        |
| Mãn Châu quốc | 3 - 1  | Trung Hoa Dân Quốc | Tân Kinh, Mãn Châu Quốc                   | 10 tháng 8 năm 1942 | 10 năm kiến quốc Mãn Châu Quốc        |